# Federico Fernández (cầu thủ bóng đá)
Federico Fernández (phát âm tiếng Tây Ban Nha: [feðeˈɾiko ferˈnandes]; sinh ngày 21 tháng 2 năm 1989) là một cầu thủ bóng đá chuyên nghiệp người Argentina, hiện đang thi đấu ở vị trí trung vệ cho câu lạc bộ Newcastle United.
Anh bắt đầu sự nghiệp tại Estudiantes de La Plata trước khi chuyển đến Napoli vào năm 2011. Anh được cho mượn tại Getafe, trước khi gia nhập Swansea City vào năm 2014.
Fernández ra mắt đội tuyển quốc gia vào năm 2009 và từ đó đã có hơn 30 lần ra sân và ghi được 3 bàn thắng. Anh là thành viên của đội tuyển Argentina giành ngôi á quân World Cup 2014.

## Tiểu sử
Federico có nguồn gốc từ Ý: ông cố của mẹ anh là người gốc Lacesonia, tỉnh Avellino. Cho nên anh có hộ chiếu Ý.

## Sự nghiệp câu lạc bộ

### Newcastle United
Ngày 9 tháng 8 năm 2018, Fernández gia nhập Newcastle United theo bản hợp đồng có thời hạn 2 năm. Điều này giúp anh tái hợp với ông thầy cũ Rafa Benítez khi cả hai từng làm việc với nhau tại Napoli. Anh ghi bàn thắng đầu tiên tại Premier League vào ngày 2 tháng 11 năm 2019 trong chiến thắng 3-2 trên sân của West Ham. Bàn thắng thứ 2 anh ghi cho NUFC lại đến từ chiến thắng 2-1 trên sân nhà gặp Southampton cũng tại khuôn khổ giải ngoại hạng Anh.

## Thống kê sự nghiệp
Tính đến ngày 28 tháng 11 năm 2019 
| Câu lạc bộ       | Mùa giải       | Giải quốc nội              | Giải quốc nội | Giải quốc nội | Cup  | Cup | League Cup | League Cup | Khác | Khác | Tổng cộng | Tổng cộng |
| Câu lạc bộ       | Mùa giải       | Hạng đấu                   | Trận          | Bàn           | Trận | Bàn | Trận       | Bàn        | Trận | Bàn  | Trận      | Bàn       |
| ---------------- | -------------- | -------------------------- | ------------- | ------------- | ---- | --- | ---------- | ---------- | ---- | ---- | --------- | --------- |
| Estudiantes      | 2008–09        | Argentine Primera División | 14            | 2             | 0    | 0   | —          | —          | 5    | 0    | 19        | 2         |
| Estudiantes      | 2009–10        | Argentine Primera División | 12            | 1             | 0    | 0   | —          | —          | 4    | 1    | 16        | 2         |
| Estudiantes      | 2010–11        | Argentine Primera División | 33            | 1             | 0    | 0   | —          | —          | 12   | 1    | 45        | 2         |
| Estudiantes      | Tổng cộng      | Tổng cộng                  | 59            | 4             | 0    | 0   | —          | —          | 21   | 2    | 80        | 6         |
| Napoli           | 2011–12        | Serie A                    | 16            | 0             | 1    | 0   | —          | —          | 2    | 2    | 19        | 2         |
| Napoli           | 2012–13        | Serie A                    | 2             | 0             | 1    | 0   | —          | —          | 6    | 0    | 9         | 0         |
| Napoli           | 2013–14        | Serie A                    | 26            | 0             | 4    | 0   | —          | —          | 6    | 0    | 36        | 0         |
| Napoli           | Tổng cộng      | Tổng cộng                  | 44            | 0             | 6    | 0   | —          | —          | 14   | 2    | 64        | 2         |
| Getafe (loan)    | 2012–13        | La Liga                    | 14            | 1             | 0    | 0   | —          | —          | 0    | 0    | 14        | 1         |
| Getafe (loan)    | Tổng cộng      | Tổng cộng                  | 14            | 1             | 0    | 0   | —          | —          | 0    | 0    | 14        | 1         |
| Swansea City     | 2014–15        | Premier League             | 28            | 0             | 1    | 0   | 3          | 0          | 0    | 0    | 32        | 0         |
| Swansea City     | 2015–16        | Premier League             | 32            | 1             | 0    | 0   | 0          | 0          | 0    | 0    | 32        | 1         |
| Swansea City     | 2016–17        | Premier League             | 27            | 0             | 1    | 0   | 1          | 0          | 0    | 0    | 29        | 0         |
| Swansea City     | 2017–18        | Premier League             | 30            | 1             | 2    | 0   | 1          | 0          | 0    | 0    | 33        | 1         |
| Swansea City     | 2018–19        | Championship               | 1             | 0             | 0    | 0   | 0          | 0          | 0    | 0    | 1         | 0         |
| Swansea City     | Tổng cộng      | Tổng cộng                  | 118           | 2             | 4    | 0   | 5          | 0          | 0    | 0    | 127       | 2         |
| Newcastle United | 2018–19        | Premier League             | 19            | 0             | 2    | 0   | 1          | 0          | 0    | 0    | 22        | 0         |
| Newcastle United | 2019–20        | Premier League             | 23            | 2             | 1    | 0   | 1          | 0          | 0    | 0    | 25        | 2         |
| Newcastle United | Tổng cộng      | Tổng cộng                  | 42            | 2             | 3    | 0   | 2          | 0          | 0    | 0    | 47        | 2         |
| Tổng sự nghiệp   | Tổng sự nghiệp | Tổng sự nghiệp             | 277           | 10            | 13   | 0   | 7          | 0          | 35   | 4    | 328       | 14        |